# Lalka (Kołoczek)

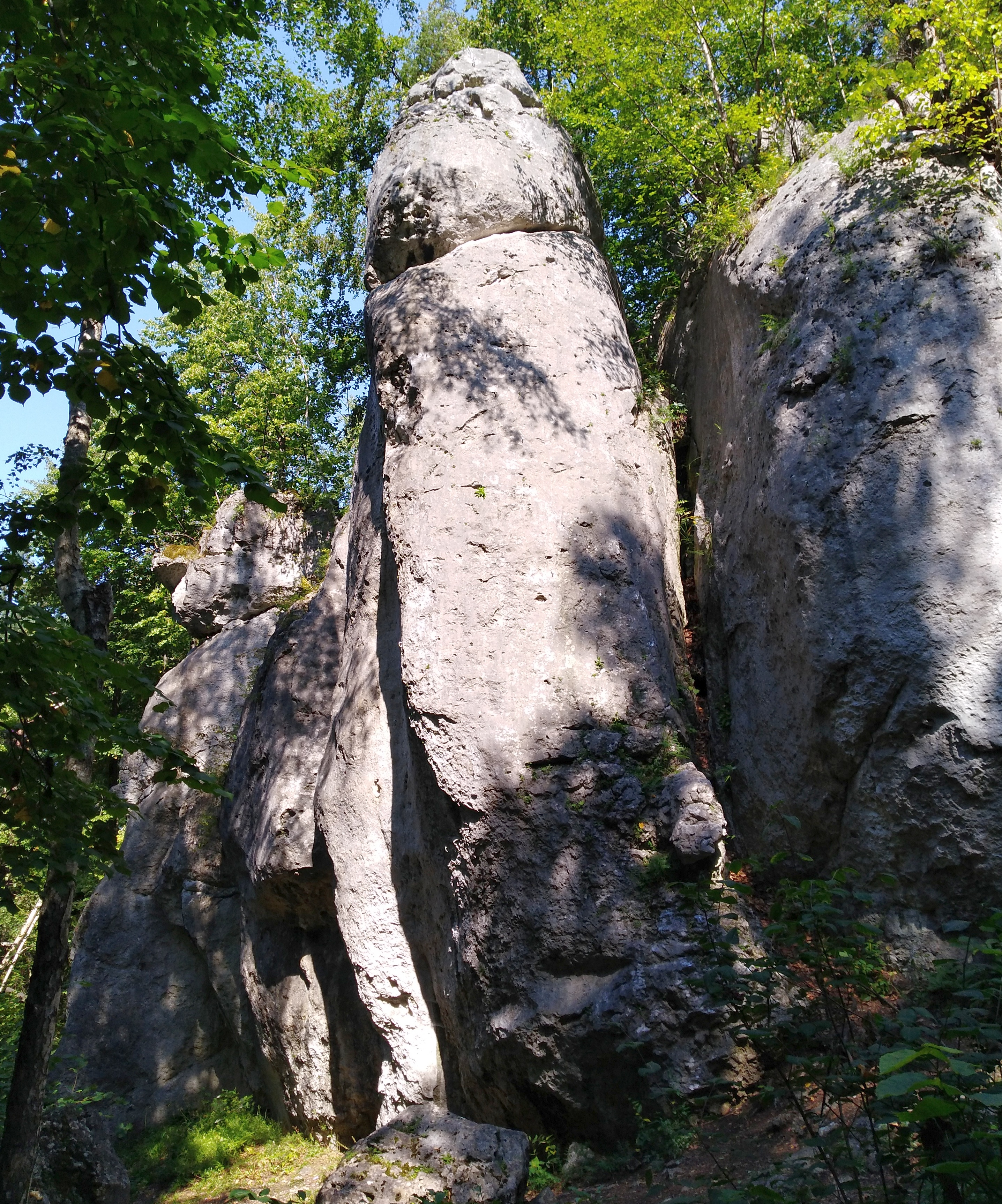
Skała z Gładkim Trawersem i Lalka

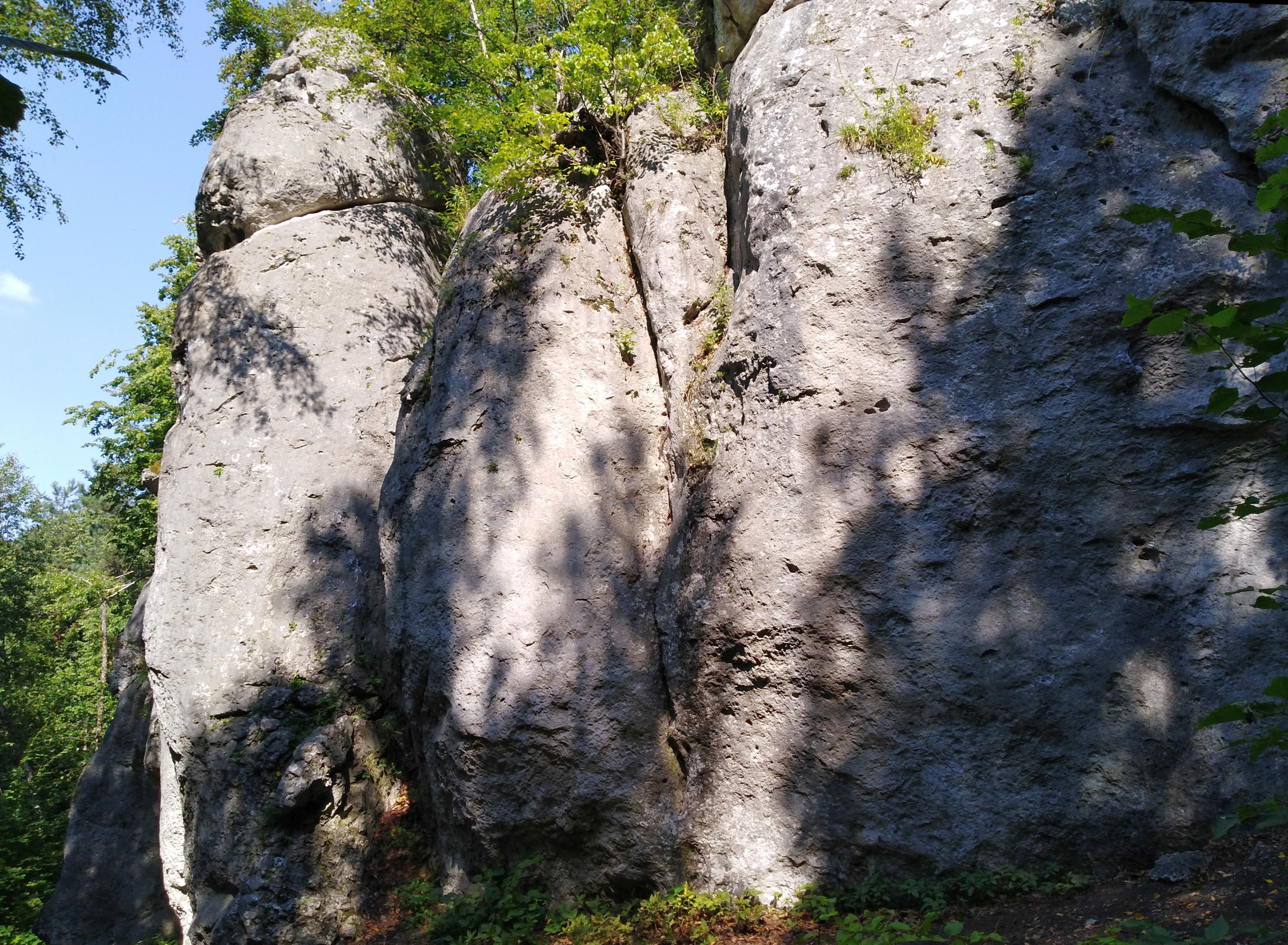
Lalka i Grań Aniołów

Lalka – skała na wzniesieniu Kołoczek w miejscowości Kroczyce w województwie śląskim, w powiecie zawierciańskim, w gminie Kroczyce. Znajduje się w środkowej części grupy skał, do której należą Skała z Gładkim Trawersem, Lalka i Grań Aniołów. Wzniesienie Kołoczek należy do tzw. Skał Kroczyckich i znajduje się w obrębie rezerwatu przyrody Góra Zborów na Wyżynie Częstochowskiej.
Lalka to wapienna skała o wysokości 12 m, znajdująca się w lesie we wschodniej części wzniesienia Kołoczek, przez wspinaczy skalnych nazywanego Górą Kołoczek. Ma ściany wspinaczkowe pionowe lub przewieszone. Występują w nich takie formacje skalne jak filar i komin.

## Drogi wspinaczkowe
Na Lalce jest 11 dróg wspinaczkowych o trudności od III do VI.4 w skali Kurtyki. Obok łatwych dróg, na których mogą trenować kursanci, znajdują się tutaj również drogi trudniejsze. Na ośmiu zamontowane stałe punkty asekuracyjne: ringi (r), stanowisko zjazdowe (st) lub dwa ringi zjazdowe (drz), na pozostałych wspinaczka tradycyjna (trad). Skała o dużej popularności wśród wspinaczy skałkowych.
1. Heroiczny przypak; VI.1+, 10 m (nieasekrowalna)
2. Chuj; VI+, 10 m, trad
3. Jagodziany filarek; 6r + st, VI.1+, 16 m (droga warta polecenia)
4. Jagodziany przypak; 5r + st, VI.3+/4, 16 m
5. 8 herców; 5r + st, VI.3, 16 m
6. Filar Lalki; 4r + st, VI+, 16 m
7. Babcia na jagodach; 4r + st, VI.1, 16 m
8. Babcia Gienia; 4r + st, VI, 16 m
9. Rysa za Lalką; III, 11 m, trad
10. Wszechmiar; 3r + st, VI+, 10 m
11. Lepkie obuwie; 3r + st, VI.2, 10 m[4][2].